# Martha Peluffo
Martha Peluffo (Buenos Aires, Argentina; 1931-Ibidem; 29 de diciembre de 1979) fue una pintora argentina.

## Carrera
Hija del general de la nación Orlando Lorenzo Peluffo, compañero de promoción de Juan Domingo Perón y Ministro de Relaciones Exteriores y Culto entre 1944 y 1945, y de una mujer bonaerense de origen anglosajón, estudió en la Escuela Superior de Bellas Artes de la Universidad Nacional de La Plata. Expuso individualmente por primera vez en 1952, en la Galería Antú.
En 1954 se presentó en la Sociedad de Arquitectos de Córdoba y en 1957 en la Galería Galatea. En este último año integró el grupo Siete pintores abstractos (luego Grupo Boa, asociado a Phases, de París) que unía "el surrealismo y la abstracción lírica". En 1955 fue invitada por el pintor Carmelo Arden Quin y el crítico y ensayista Aldo Pellegrini a integrarse a la Asociación Arte Nuevo. Además trabajó en el envío argentino a la séptima Bienal Internacional de San Pablo.
En 1960 participó en la exposición 150 años de arte argentino, en el Museo Nacional de Bellas Artes. En los años setenta se orientó hacia el realismo con una serie de autorretratos. En la muestra individual Cara a cara, presentó retratos de los “mitos” contemporáneos: futbolistas, boxeadores, estrellas de cine y televisión.
En el Salón de la Asociación Arte Nuevo de 1956, exhibió pinturas de abstracción muy libre, con las cuales se inclinó decididamente hacia la estética de la mancha.
Se codeó con otros artistas como Luis Felipe Noé Rómulo Macció, Oscar Balducci, Noemí Di Benedetto, Juan Andralis, Roberto Aizenberg, Lea Lublin y Manuel Viola.
De las exposiciones en las cuales participó se mencionan: Pintura Argentina, Unión Panamericana, Washington, Indonesia (1960) y Nueva York.
Peluffo fue una de las musas de la vanguardia argentina de los fermentales años 1960. Participó en varios movimientos, así como en manifestaciones artísticas de carácter político. Se relacionó con los artistas nucleados en el Instituto Torcuato Di Tella, liderado por el legendario Jorge Romero Brest, y los del grupo Nueva figuración.
Participó en Salones Nacionales y en exposiciones del Instituto Di Tella, así como en dos importantes exposiciones itinerantes en el exterior: New Art from Argentina (1965), y The Emergent Decade (1965-67). En noviembre de 1969 participó con un retrato en una exposición en homenaje a Ernesto "Che" Guevara, la que estuvo abierta sólo quince minutos antes de que fuera cerrada por la policía.
Durante gran parte de 1970 realizó una serie de viajes, con estadías más o menos prolongadas en Bogotá, Caracas, México DF y Nueva York.
En 1978 realizó una serie de obras en estilo hiperrealista, serie que fue mostrada en su última exposición en la galería Arte Múltiple.
Murió el 29 de diciembre de 1979 a causa de un cáncer de ovario.
En 2007, la periodista y crítica de arte Victoria Verlichak, escribió un libro biográfico titulado Martha Peluffo. Esta soy yo, que presenta relatos, fotografías, reproducciones de obras, y testimonios de conocidos y familiares de la artista. Ese mismo año, se realizó una muestra homenaje en el Centro Cultural Recoleta.

## Vida privada
Estuvo casada desde 1959 con el escritor Julio Llinás, con quien tuvo dos hijos: La primera actriz argentina Verónica Llinás y Sebastián Llinás, quien murió a los 23 años.

## Obras
- Las pieles de la tierra (1962)
- Fuego central (1963)
- Espejo de exterminio (1965)
- Siete días con Martha Peluffo (1968)
- Una media naranja (1979)

## Otras obras
- Mujeres.
- Pintura.
- Informalismo.
- Una noche y un huésped.
- La memoria.[6]

## Retratos
- Retrato de Claudia Sánchez y el Nono Pugliese (1969)
- Retrato de Palito Ortega.
- Retrato de Luis Sandrini.
- Retrato de Tita Merello.
- Retrato de Hugo Orlando Gatti.